# Erdmann Völckel junior
Adam Heinrich Erdmann Völckel (zur Unterscheidung von seinem gleichnamigen Vater junior) (* 1. Oktober 1850 in Hohenölsen; † 10. Juni 1945 ebenda) war ein deutscher Rittergutsbesitzer und Abgeordneter.

## Leben
Völckel war der Sohn des Rittergutsbesitzers und Abgeordneten Erdmann Völckel und dessen Ehefrau Agathe Franziska geborene Weiser. Er war evangelisch-lutherischer Konfession und heiratete am 22. Mai 1877 in Veitsberg Lina Dix (* 19. Januar 1854 in Wernsdorf; † 21. Januar 1882 in Hohenölsen), die Tochter des Kammergutspächters Carl Friedrich Dix in Zossen. Nach dem Tod der ersten Ehefrau heiratete er am 5. Februar 1884 in Hohenölsen Maria Sela Dix (* 31. August 1860 in Zossen; † 7. Februar 1922 in Hohenölsen), die Schwester der ersten Ehefrau. 
Am 31. Juli 1883 erwarb er den reußischen Anteil des väterlichen Rittergutes Hohenölsen für 78.000 Reichsmark, nachdem er bereits vorher den sachsen-weimarischen Teil erworben hatte. Zum 16. Oktober 1883 wurde er offiziell mit dem Rittergut belehnt. Am 24. Mai 1918 beantragte Erdmann Völckel (junior) bei der Landesregierung und der Lehenskurie, den reußschen Anteil für 150.000 Reichsmark an seinen älteren Sohn Erich Otto Völkel übertragen zu können. Der sachsen-weimarischen Teil war für den jüngeren Sohn Edgar Völckel vorgesehen.
Vom 14. Dezember 1894 bis zum 11. November 1905 war er Abgeordneter im Greizer Landtag.
Er wurde zum Großherzoglich sächsischen Landkammerrat ernannt. 1913 erhielt er das Fürstliche Ehrenkreuz III. Klasse.